# Temnothorax cenatus
Temnothorax cenatus (лат.) — вид мелких по размеру муравьёв рода Temnothorax трибы Formicoxenini из подсемейства Myrmicinae (Formicidae).

## Распространение
Афротропика (центральная Кения: Lake Nakuru National Park; Nakuru, Lake Elmenteita).

## Описание
Мелкие красновато-буроватые муравьи (2-3 мм). Скапус длинный (достигает затылочного края головы). Сложные глаза относительно крупные (11 фасеток в длиннейшем ряду). Голова длиннее свой ширины (CI 79) с параллельными боками. Длина головы (HL) 0,69 мм; ширина головы (HW) 0,55 мм, длина скапуса усика (SL) 0,58 мм. Клипеус и брюшко гладкие и блестящие. Проподеальные шипики средней длины. Усики рабочих и самок 12-члениковые. Малочисленные семьи обитают в гнёздах, расположенных в подстилке и древесных остатках.

## Систематика
Вид Temnothorax cenatus был впервые описан в 1982 году английским мирмекологом Барри Болтоном (B. Bolton) под первоначальным названием Leptothorax cenatus. В составе рода Temnothorax впервые обозначен в 2003 году (Bolton, 2003: 271). Валидность вида была подтверждена в ходе ревизии афротропической фауны рода американским энтомологом Мэттью Пребусом (University of California, Davis, Davis, Калифорния, США). Включён вместе с видами Temnothorax brevidentis, Temnothorax mpala, Temnothorax rufus и Temnothorax megalops в состав видовой группы Temnothorax laurae species group.